# Julio Martínez-Zapata
Julio María Martínez-Zapata Rodríguez (Madrid, 1863-ibídem, 1954) fue un arquitecto y dibujante español. Cabe destacar el éxito obtenido durante su carrera en diversos concursos y exposiciones universales como la de Chicago en 1893 y París (1900), logrando la Medalla de Oro en Bellas Artes de Madrid en 1903.

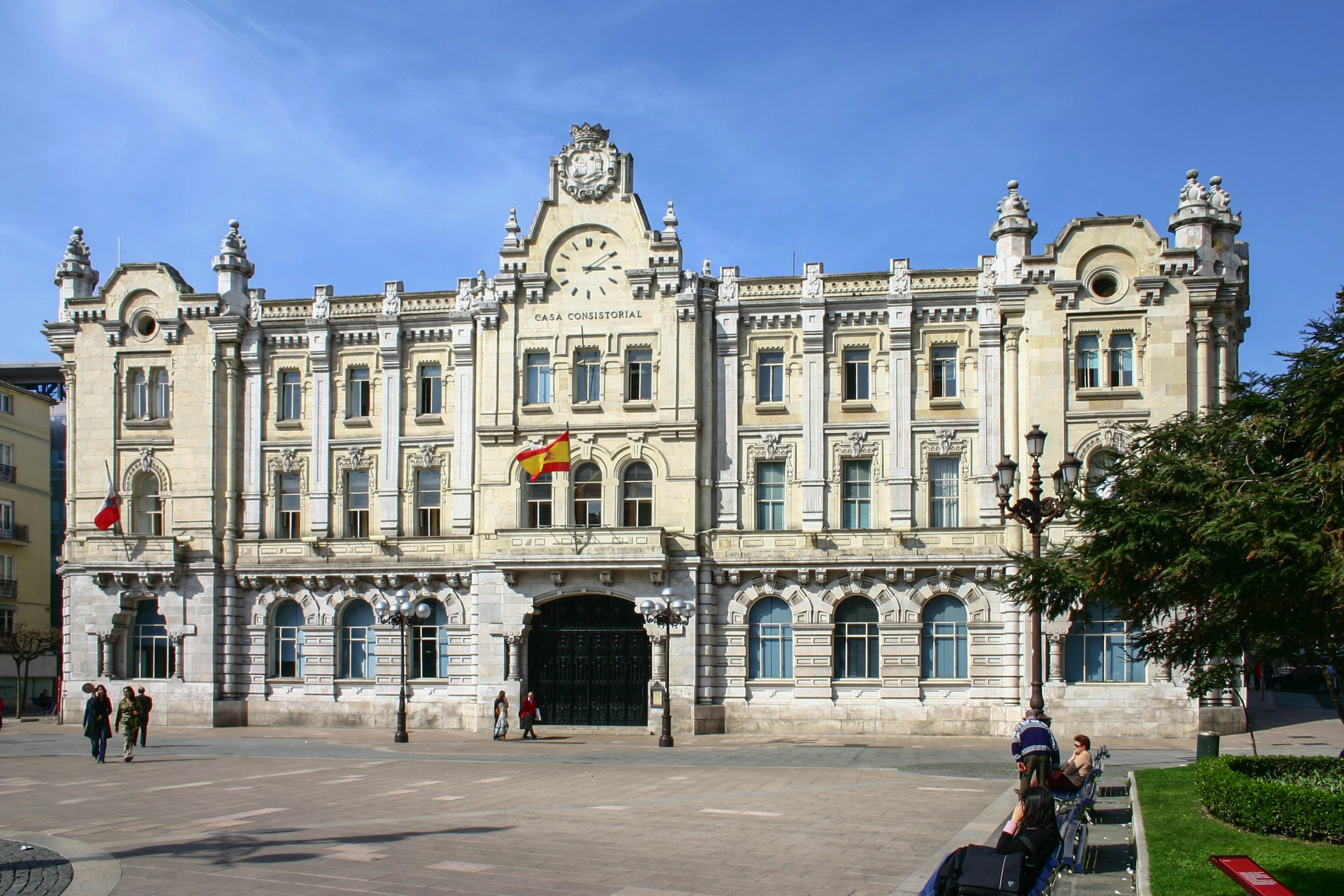
Casa Consistorial de Santander

## Obras arquitectónicas
Entre sus obras más conocidas se encuentran el puente de María Cristina en San Sebastián, de 1903, y el puente Reina Victoria en Madrid, de 1907 (realizados ambos en colaboración con el ingeniero José Eugenio Ribera). Establecido en Madrid, fue nombrado arquitecto municipal de la Villa. Realizó diseños de numerosas viviendas y entre ellas se encuentran los edificios de los números 16, 21 (las últimas que realizaría en su vida) y 46 de la Gran Vía madrileña y las viviendas para Pablo Moreno en el número 121 de la calle de Alcalá. Otros edificios de su autoría son las cocheras de la Sociedad de Pompas Fúnebres de la calle Galileo (actual Centro Cultural Galileo), la Casa de Socorro Municipal del Distrito Centro y el antiguo Instituto del Pilar para la Educación de la Mujer, actual Colegio de Nuestra Señora de las Delicias, todos ellos en Madrid. También realizó la Casa Consistorial de Santander.

## Galería

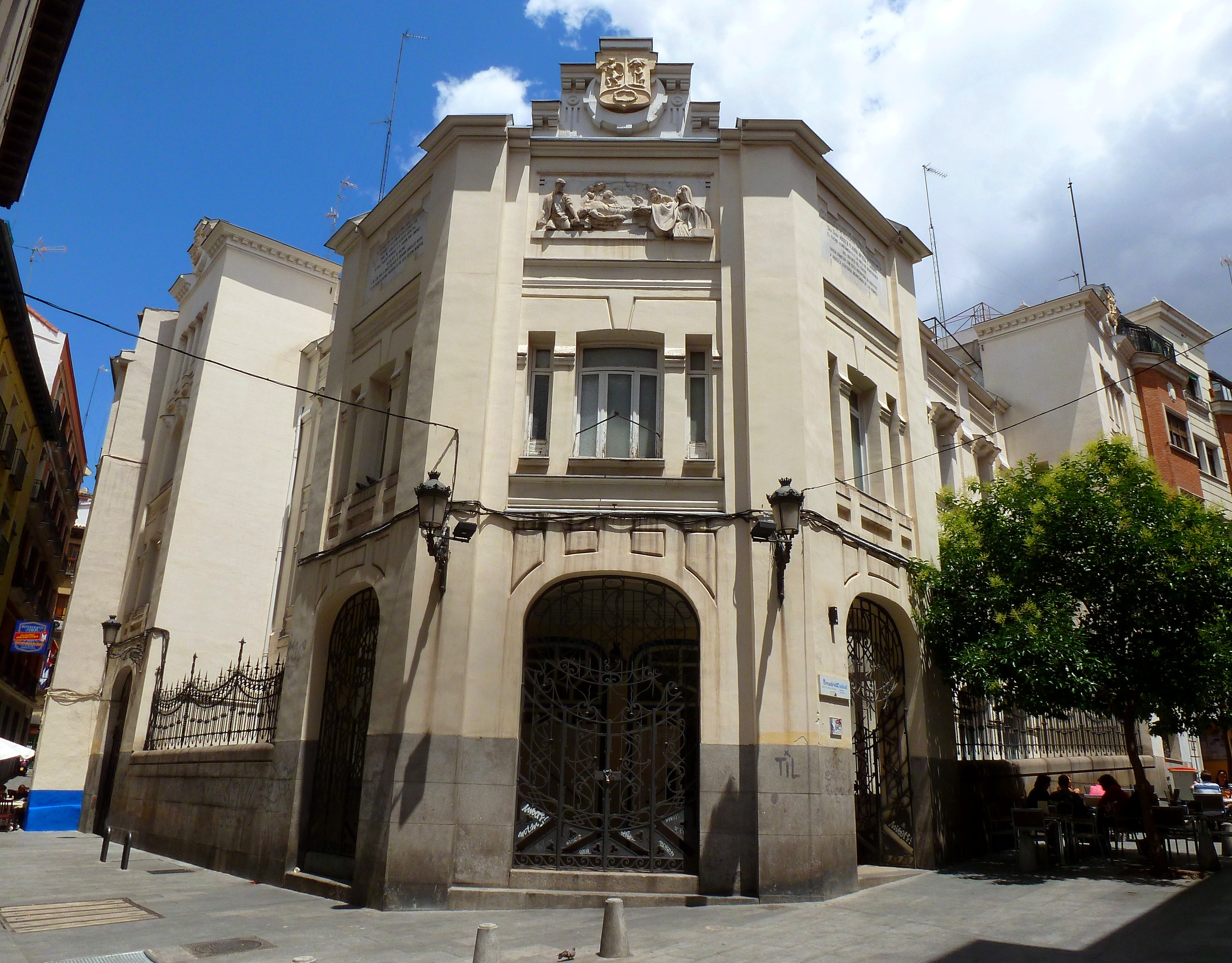
Casa de Socorro del Distrito Centro, Madrid.
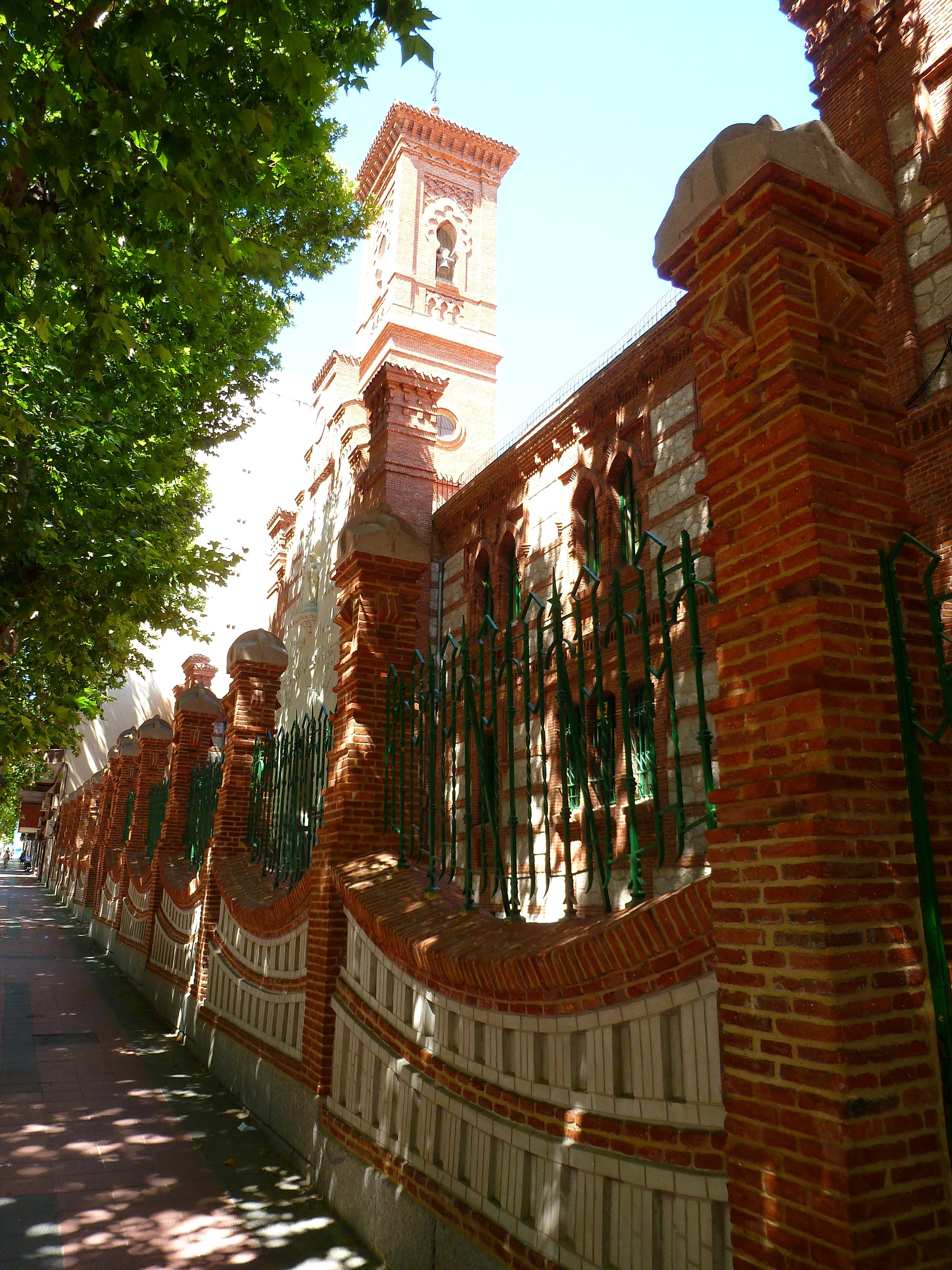
Instituto del Pilar para la Educación de la Mujer, actual Colegio de Nuestra Señora de las Delicias, Madrid.
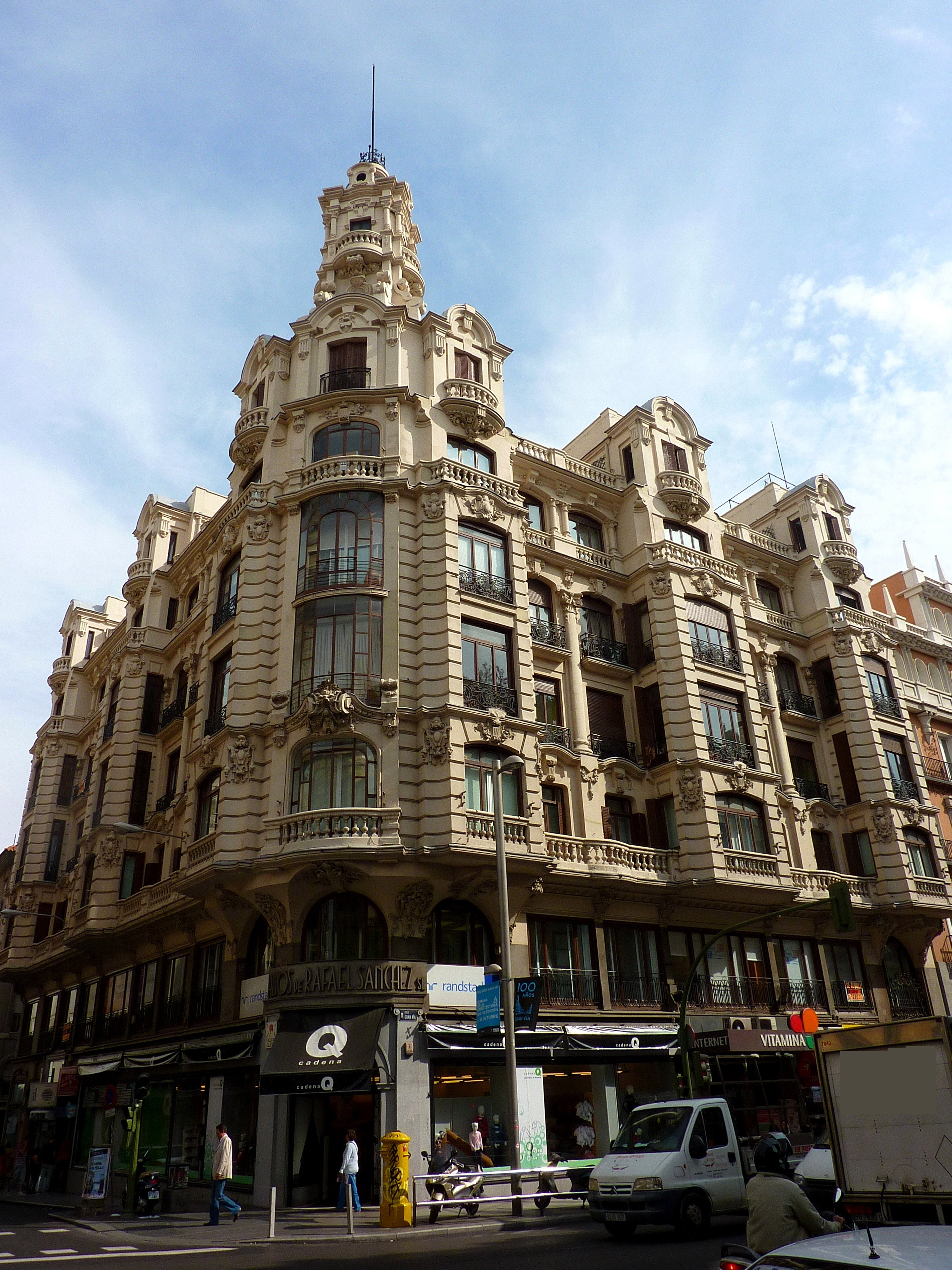
Viviendas y oficinas para Rafael Sánchez, Gran Vía 16, Madrid.
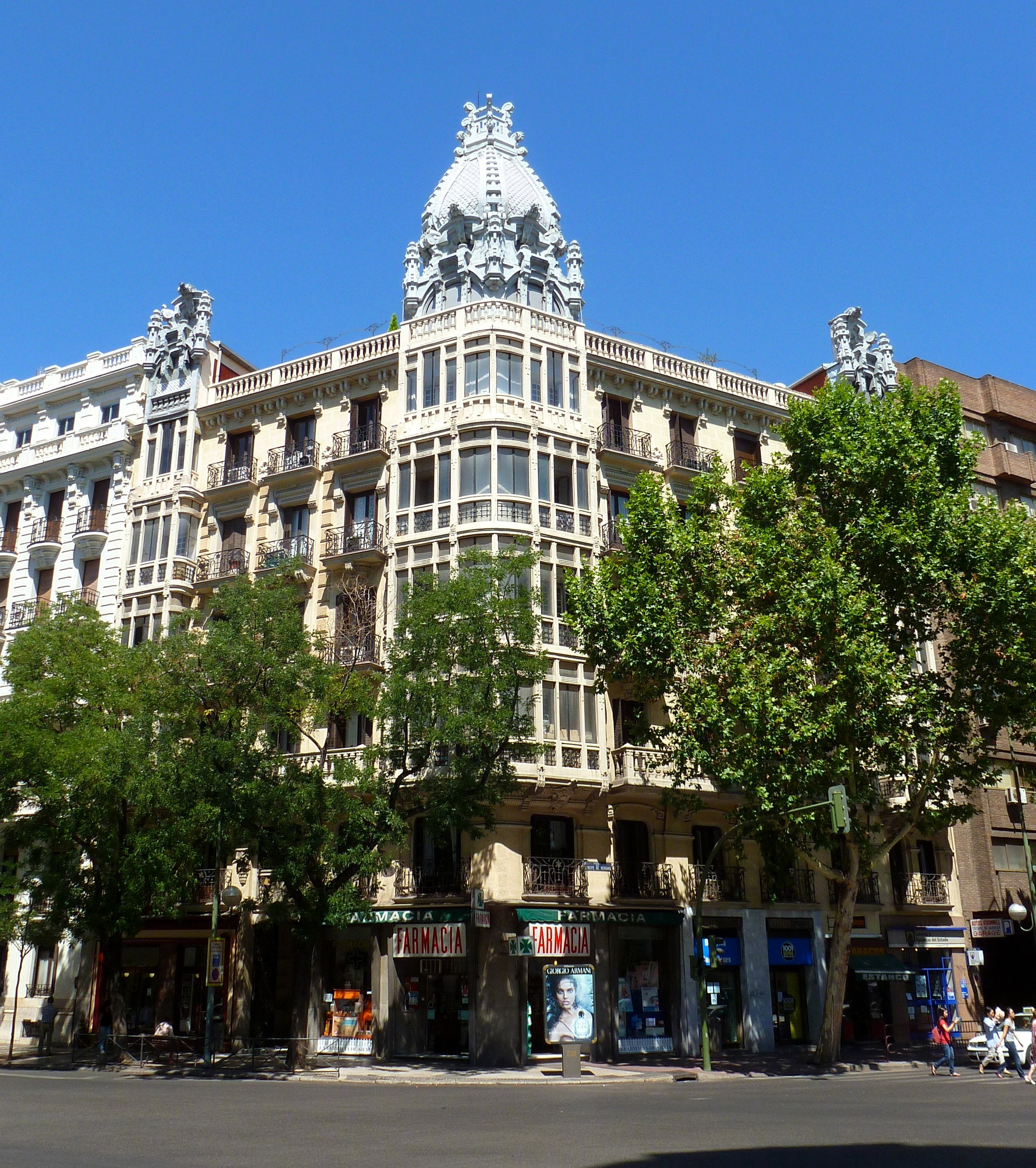
Calle Alcalá 121, Madrid.
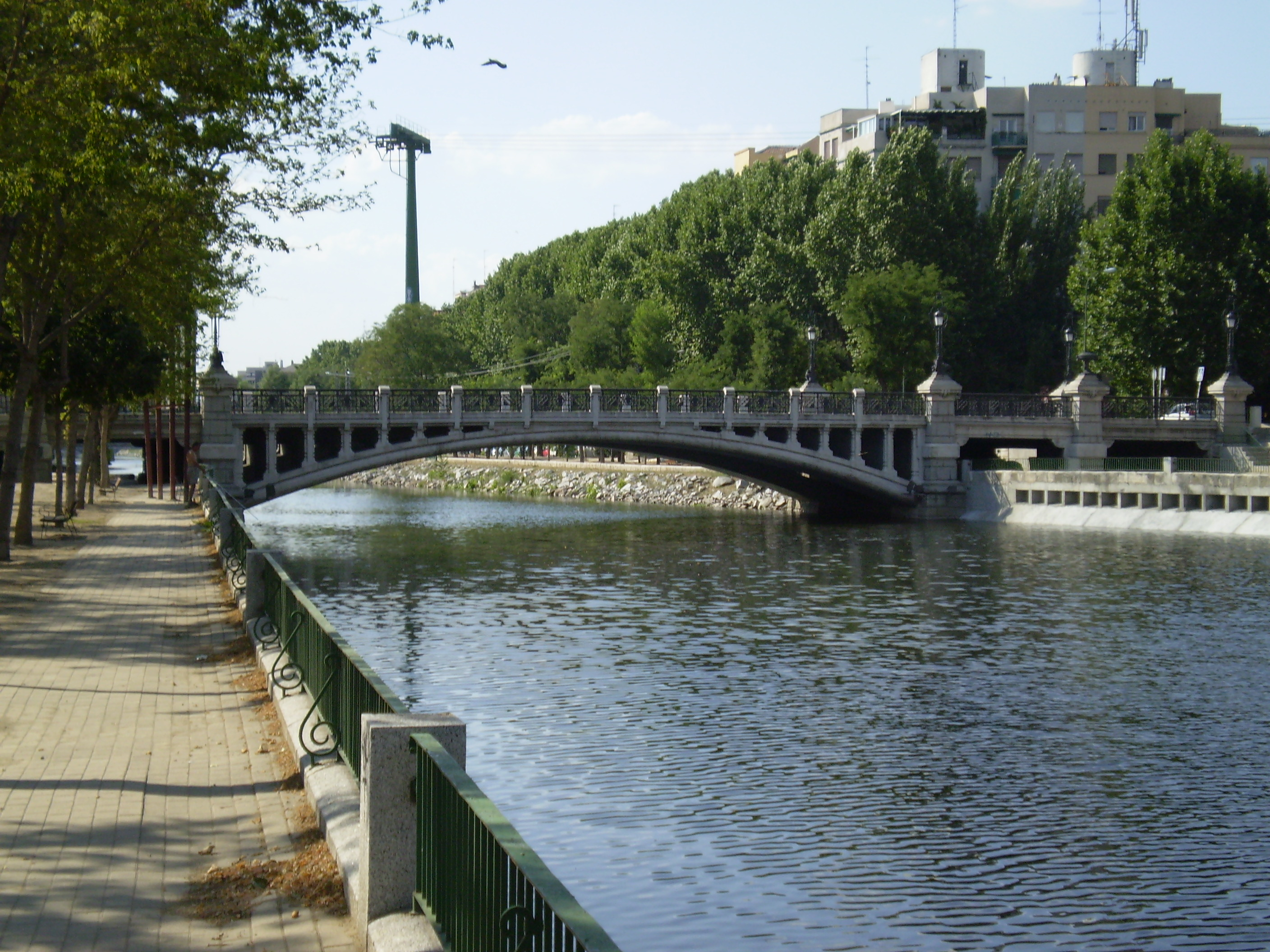
Puente de la Reina Victoria, Madrid.
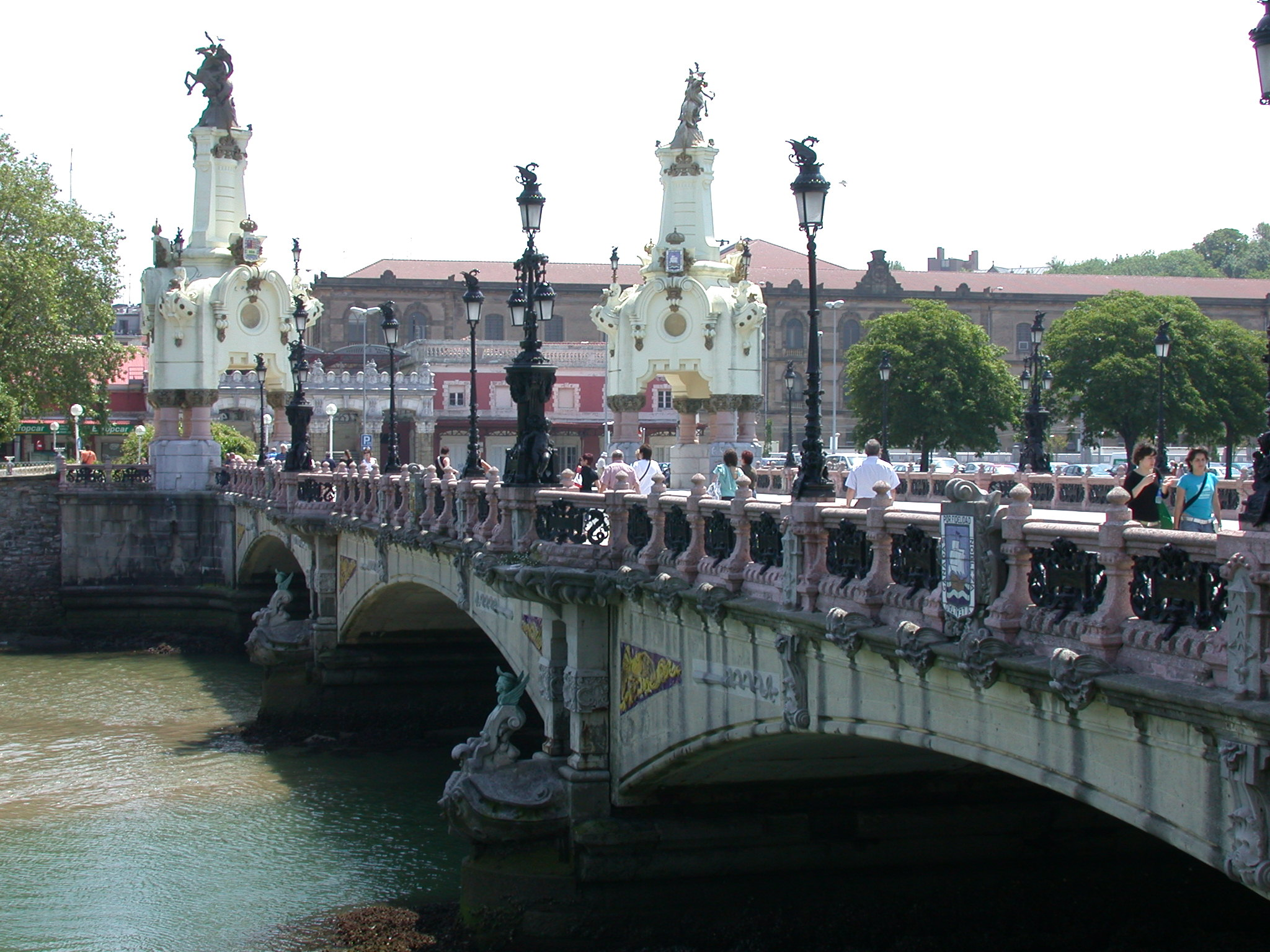
Puente de María Cristina, San Sebastián.
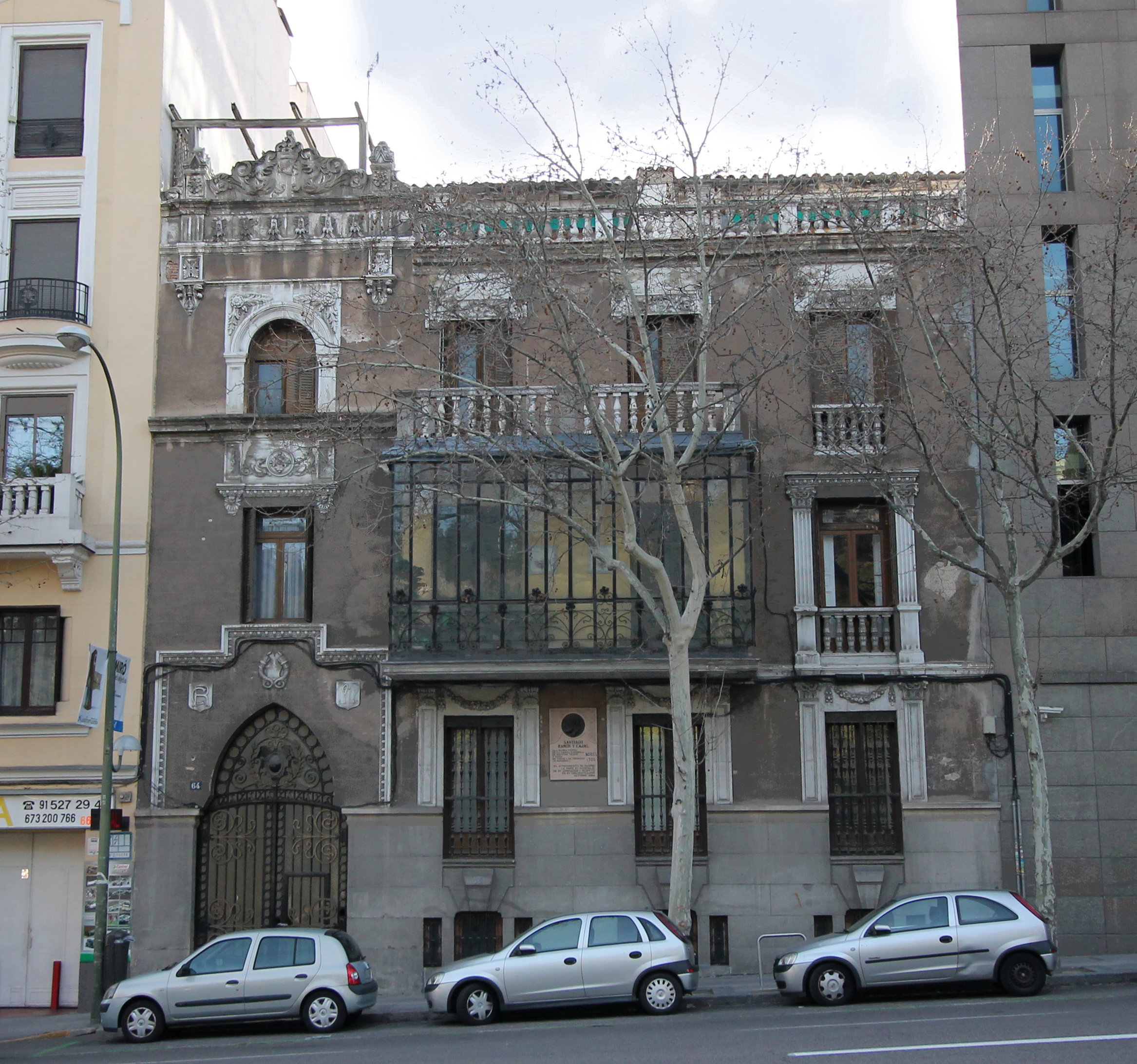
Palacete de Santiago Ramón y Cajal, Madrid.